# トーマス・J・ワトソン・ジュニア

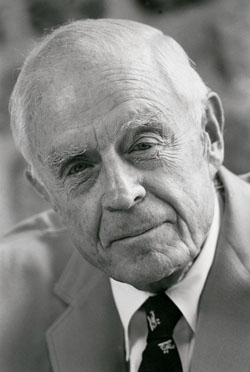
トーマス・J・ワトソン・ジュニア（1980年ごろ）

トーマス・ジョン・ワトソン・ジュニア（Thomas John Watson, Jr.、1914年1月14日 - 1993年12月31日）は、インターナショナル・ビジネス・マシーンズ（IBM）社の2代目社長であり、初代社長トーマス・ジョン・ワトソン・シニア（Thomas John Watson, Sr.）の長男である。

## 概要
第二次世界大戦前においては、主たるビジネスがパンチ・カード機やタイムレコーダーの開発及びセールス（厳密にはリース）であった同社を、巨額の先行投資を英断することにより、当時は黎明期にあったコンピュータ産業の巨人へと成長させた。同時に、他のコンピュータ会社がリース業に参入した際には回収予定時期に「ペーパー･コンピュータ」（新機種の発表予告）をして相手の資金回収を妨害して敵を叩く戦略をとるなど、マーケットにおいては悪辣ともいえる手腕を発揮している。

## 生涯

### IBM入社以前
オハイオ州デイトンで、父ワトソン・シニアと母ジャネット・キトリッジとの間に生まれた。兄弟にジェーンとヘレンの2人の妹と、その下に弟のアーサー（愛称ディック）がいる。少年時代は悪戯好きの劣等生であり、地元の警察署に連れて行かれたこともある。躍進中の同社の社長として強大な権力と華やかな世俗的成功を手にしつつあった父親への反抗心から、後継者になるのを嫌悪する発言もした。
プリンストン大学への入学を試みるが、学生部長から合格は難しそうだと言われ断念。ブラウン大学に入学。大学時代は友人達と飲酒して騒いだり、飛行機の操縦に夢中になったりで成績は振るわなかったが、試験前には懸命に勉強し、何とか卒業に漕ぎ着ける。将来像が明確でないまま、あまり気乗りしない状態で同社への就職を決めた。

### IBM新入社員時代
IBMセールス・スクールでの研修を経て営業活動を開始したものの、社長である父親に対する社内での過剰な個人崇拝や自身も社長の息子として特別視される事を次第に苦痛に感じるようになる。やがて、飛行機乗りたさから、第二次世界大戦にアメリカ合衆国が参戦するのに便乗して、陸軍パイロットとしての訓練に生活をシフトさせていく。1941年にオリーブ・コーリーと結婚する。

### 第二次世界大戦中
やがて第一航空隊に配属され、そこで生涯の師と仰ぐフォレット・ブラッドリー少将に出会い、彼の副官となる。ブラッドリーの下で、アメリカの軍用機をアラスカ及びシベリア経由でソビエト連邦まで送り届ける作戦（レンドリース）等に携わる。その中で、ブラッドレーに気に入られることだけに熱中し、自分の部下達から総スカンを食うという苦い経験をしたが、その後に彼らの心をつかむことに成功する。戦争が終結しようとする時期に自分の次の進路について悩むも、ブラッドリーの勧言に自信を得て、IBMに戻ることを決意する。

### IBM復帰後
戦争が終わり、コンピュータに関する新聞記事や学術会議が賑わうようになる。とは言えペンシルベニア大学のENIACを見学した時に、巨大かつ高価で、しかも信頼性の低いこの装置が、いずれオフィス機器になるとは思えなかったと述懐している。IBMもいくつかの原始的な電子計算機を発表したが、それらはパンチ・カード機に取って代わるものではなく、同社の技術力を世間にアピールするデモンストレーション機としての意味合いが強かった。しかしその後、ENIACの開発者であるジョン・プレスパー・エッカートとジョン・モークリーが自分達の会社を設立し、商用コンピュータUNIVACの開発を本格的に開始した頃から状況が一変、パンチマシーンの返品で在庫が山積、IBMの経営陣は危機感を募らせる。例えば、1980年代の乗っ取り屋であるソール・スタインバーグは、ペンシルベニア大学の卒業論文に「IBMの衰退」についてテーマにするように指導された（自ら調査した結果、スタインバーグは逆に1950年代にIBMはコンピュータ業界において覇権を握るだろうと予測し、卒業後は企業向けのIBM社コンピュータのレンタル会社を興して一財産を築くことになる）
IBMは朝鮮戦争を契機に、軍に納入するためのコンピュータ開発に巨費を投じる。中でも自身が設立したIBMフェデラル・システムが受注した半自動式防空管制組織（SAGE）はIBMのコンピュータ業界支配の要因になったとされ、史上最大のコンピュータと呼ばれている。1952年の社長就任、1956年のCEO就任及び同年の父ワトソン・シニアの死去に伴い、全面的に経営の指揮を執り始める。1960年代には社運を賭けた汎用コンピュータ、System/360の開発に着手し、成功させる。1970年の心臓発作を契機に体力的な限界を感じ、1971年に引退。

### IBM引退後
1977年に、ジミー・カーター大統領の要請を受け、軍縮諮問委員会GACの委員長に就任する。さらに1979年、戦時中のソ連へのレンドリース作戦で培われたロシア語の知識を買われ、駐ソ大使としてモスクワに着任、12月24日にソ連によるアフガニスタン侵攻が開始され、対応に追われる。しかしながら、アンドレイ・グロムイコ外務大臣との会談も不調に終わり、1980年の大統領選挙でのロナルド・レーガンの勝利に伴い、失意の内に帰国する。1988年、アメリカ哲学協会よりベンジャミン・フランクリン・メダル受賞。1993年に79歳で死去。